# Ilsø
Ilsø (dansk) eller Ihlsee (tysk) er en sø beliggende i Hanved Sogn mellem Harreslev, Gottrupelle og Flensborg-Skæferhus i Sydslesvig umiddelbart syd for den dansk-tyske grænse. I administrativ henseende hører søen under Harreslev Kommune i Slesvig-Flensborg kreds i den nordtyske delstat Slesvig-Holsten. I omegnen er der flere gravhøje. Blandt dem er Kong Arrilds Høj, beliggende lidt nord for søen. Søen og dens omegn hører under Stiftelsesland Skæferhus (Stifuntgsland Schäferhaus), som passes af naturfonden/naturstiftelsen Slesvig-Holsten.
Søen er første gang nævnt 1794. Forleddet er dyrenavnet igle (glda. *ighil). Der findes også en Ildsø (nu som lav eng) med samme betydning ved Frørup Bjerge.